# Gymnothorax australicola
Gymnothorax australicola är en fiskart som beskrevs av Lavenberg 1992. Gymnothorax australicola ingår i släktet Gymnothorax och familjen Muraenidae. Inga underarter finns listade i Catalogue of Life.